# Tjärnen Uppå Berget
Tjärnen Uppå Berget är en sjö i Storumans kommun i Lappland och ingår i Umeälvens huvudavrinningsområde.